# Pont de Mehmed Paša Sokolović
El Pont Mehmed Paša Sokolović (Bosni: Most Mehmed-paše Sokolovića serbi: Мост Мехмед Паше Соколовића turc: Sokullu Mehmet Passa Kprs) és un pont històric a Visegrad, sobre el Riu Drina a l'est de la República Srpska entitat de Bòsnia i Hercegovina. Està inscrit a la llista del Patrimoni de la Humanitat de la UNESCO des del 2007.

## Història
Es va acabar el 1577 d C per l'arquitecte de la cort de l'otomana Mimar Sinan per l'ordre del gran visir Mehmed Passa Sokolović.